# Девчино
Девчино — упразднённая деревня в Городищенском районе Пензенской области России. Входила в состав Нижнеелюзанского сельсовета. Упразднена в 2006 году.

## География
Деревня находилась в восточной части Пензенской области, в лесостепной зоне, слева от балки Чембурлак, на расстоянии примерно 1,5 километров (по прямой) к юго-западуу от деревни Полянщино.

### Климат
Климат характеризуется как континентальный, с холодной зимой и жарким летом. Среднегодовая температура — 3,1 °C. Средняя температура воздуха самого холодного месяца (января) составляет −12,9 °C; самого тёплого месяца (июля) — 19 °C. Годовое количество атмосферных осадков — 673 мм, из которых 415 мм выпадает в период с апреля по октябрь. Снежный покров держится в среднем 146 дней.

## История
Основана в 1-й четверти XVIII века. Перед отменой крепостного права принадлежала помещику П. А. Жарскому.

## Население
| 1748 | 1859 | 1911 | 1926 | 1930 | 1939 | 1959 |
| ---- | ---- | ---- | ---- | ---- | ---- | ---- |
| 70   | ↗159 | ↗376 | ↘366 | ↗422 | ↘324 | ↘139 |
| 1979 | 1989 | 1996 | 2002 |      |      |      |
| ↘36  | ↘13  | ↘12  | ↘0   |      |      |      |